# Palantir Technologies
Palantir Technologies, Inc.  es una compañía estadounidense de software y servicios privada, especializada en análisis de big data. Fundada en 2004, los clientes originales de Palantir eran agencias federales de la Comunidad de Inteligencia de los Estados Unidos. Desde entonces expandió su base de clientes para servir gobiernos estatales y locales, así como compañías privadas en las industrias financieras y de cuidado de la salud. La compañía es conocida por dos proyectos de software en particular: Palantir Gotham, utilizada por analistas de contra-terrorismo en oficinas en la Comunidad de Inteligencia de los Estados Unidos y del Departamento de Estados Unidos de Defensa, investigadores de fraude en la Junta de imputabilidad y Transparencia de Recuperación, y ciberanalistas en el Monitor de Guerra de Información (responsable por las investigaciones de GhostNet y de Red de la Sombra). Palantir Metropolis es utilizado por fondos de cobertura, bancos y empresas de servicios financieros.
El CEO Alex Karp anunció en 2013 que la compañía no buscaría abrirse a la bolsa, ya que hacerse pública haría «llevar una compañía como la nuestra algo muy difícil». A principios de 2014 la compañía estaba valorada en nueve mil millones de dólares, según Forbes, con la revista explicando aún más que la tasación ponía a Palantir «entre las compañías de tecnología privadas más valiosas de Silicon Valley». A diciembre de 2014 la compañía continuaba teniendo diversos inversionistas privados,  como Kenneth Langone y Stanley Druckenmiller, In-Q-Tel de la CIA, Tiger Global Administration, y el Founders Fund. En diciembre de 2014, Peter Thiel era el mayor accionista de Palantir. En enero de 2015, la compañía estaba valorada en quince mil millones de dólares después de una ronda de financiación no revelada de cincuenta millones de dólares en noviembre de 2014.

## Historia

### 2003–2009: Años de Fundación y primeros años

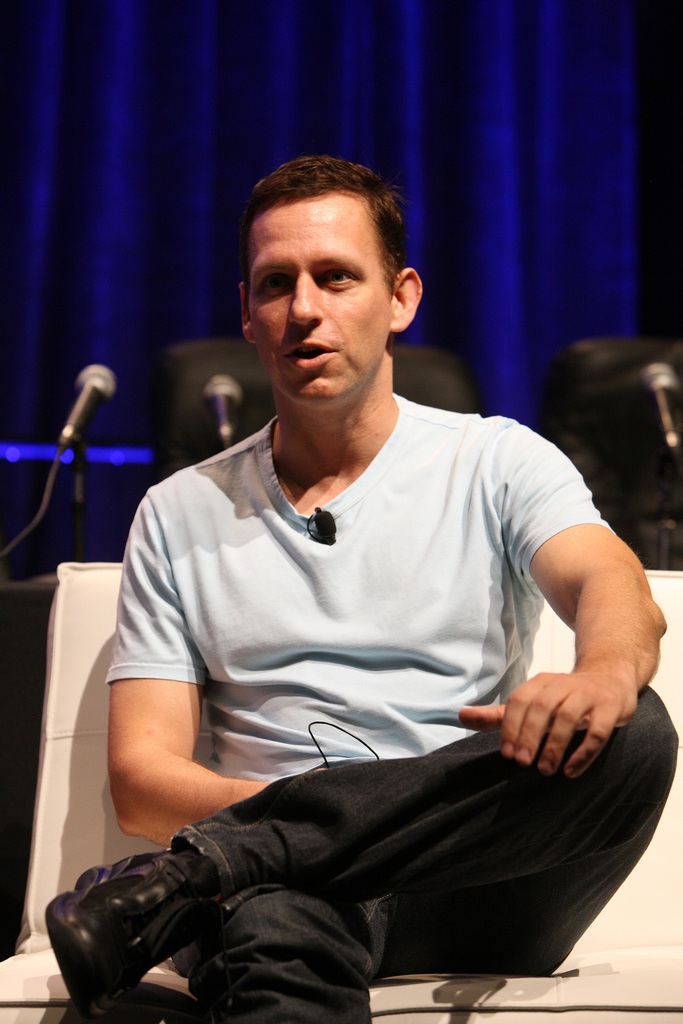
Cuatro de los cinco fundadores han sido involucrados con PayPal. El fundador y presidente Peter Thiel es el accionista más grande de la compañía a fines de 2014

Oficialmente incorporado en mayo de 2003, Palantir es generalmente considerada como una compañía fundada en 2004 por Peter Thiel, Alex Karp, Joe Lonsdale, Stephen Cohen, y Nathan Gettings. Las inversiones iniciales fueron de dos millones de dólares del brazo de inversiones In-Q-Tel de la Agencia Central de Inteligencia y treinta millones de dólares de Thiel y su empresa, Founders Fund. Alex Karp es el CEO de Palantir. Palantir el nombre proviene las «piedras para ver» en los libros de fantasía El Señor de los Anillos y El Silmarillion de J. R. R. Tolkien. con sus oficinas centrales en Palo Alto, California, la compañía tiene también nueve oficinas internacionales así como cuatro oficinas en los Estados Unidos.
Palantir desarrolló su tecnología a través de científicos computacionales y analistas de agencias de inteligencia durante más de tres años, a través de pilotos facilitados por In-Q-Tel. El concepto de software salió de tecnología desarrollada en PayPal para detectar actividad fraudulenta, mucha de la cual es conducida por sindicatos de organizaciones criminales rusas.  La compañía dijo sólo los ordenadores utilizando inteligencia artificial no podrían derrotar un adversario adaptativo.  Palantir propuso utilizar analistas humanos para explorar datos de muchas fuentes, llamado inteligencia aumentada.

### 2010: Ghostnet y la Red de Sombra
El socio de Palantir, Información Warfare Monitor utilizó software de Palantir para descubrir tanto GhostNet como la Shadow Network. Ghostnet era una ciber red de espionaje ubicada en China que tenía como objetivo a 1295 ordenadores en 103 países, incluyendo la oficina del Dalái lama, un ordenador de la OTAN y embajadas. La Red de Sombra era también una operación de espionaje realizada en China que consiguió acceso a la seguridad india y su aparato de defensa.  Ciberespías robaron los documentos de la seguridad india, de embajadas en el extranjero, y actividad de tropas de la OTAN en Afganistán.

### 2010–2012: Expansión
En abril de 2010, Palantir anunció una sociedad conjunta con Thomson Reuters para vender el producto Palantir Metropolis como QA Estudio.
El 18 de junio de 2010, el Vicepresidente Joe Biden y la Oficina de Administración y Director de Presupuesto Peter Orszag tuvo una rueda de prensa en la Casa Blanca donde anunció el éxito de la lucha contra el fraude en el estímulo de la Junta de Imputabilidad y Transparencia en la Recuperación (RATB). Biden acreditó el éxito al software, Palantir, que fuera desplegado por el gobierno federal.  Anunció que esta capacidad sería desplegada en otras agencias de gobierno, empezando con los programas Medicare y Medicaid.
Las estimaciones eran de doscientos cincuenta millones de dólares en ingresos en 2011.

### 2013
Un documento filtrado a TechCrunch reveló que dentro de los clientes de Palantir del 2013 se incluían al menos doce grupos dentro del gobierno de EE. UU., incluyendo la CIA, DHS, NSA, FBI, CDC, el Cuerpo de Infantería de Marina, la Fuerza Aérea, Mando de Operaciones Especiales, West Point y otros. Aun así, durante ese tiempo el Ejército de EE. UU. continuaba utilizando su herramienta de análisis de datos propia. También, según TechCrunch, las agencias de inteligencia de los EE. UU. como la CIA y el FBI estuvieron enlazados por primera vez con Palantir software, cuando sus bases de datos anteriormente habían sido «silos».
En septiembre de 2013, Palantir informó de un aporte de capital de más de 196 millones de dólares según unas presentaciones en la SEC. Se estimaba que la compañía probablemente cerraría casi mil millones dólares en contratos en 2014. El CEO Alex Karp anunció en 2013 que la compañía no buscaría una OPV, ya que abrirse al público haría «administrar una compañía como la nuestra muy difícil». En diciembre de 2013, la compañía empezó una ronda de financiamiento, levantando alrededor de cuatrocientos cincuenta millones de dólares financistas privados.  Esto elevó el valor de la compañía a nueve mil millones de dólares, según Forbes, y la revista explicaba que la tasación puso a Palantir «entre las compañías de tecnología privadas más valiosas de Sillicon Valley».

### 2014–2016: financiación adicional
En diciembre de 2014, Forbes informó que Palantir buscaba levantar cuatrocientos millones de dólares millones en una ronda adicional de financiamiento, después de que la compañía presentó los papeles en la Securities and Exchange Commission el mes anterior. El informe se basaba en una investigación de VC Experts.  Si se completaba, Forbes declaraba que la financiación de Palantir podría lograr un total de mil doscientos millones de dólares. A diciembre de 2014, la compañía continuaba teniendo diversos aportantes privados, Kenneth Langone y Stanley Druckenmiller, In-Q-Tel de la CIA, Tiger Global Management, y Founders Fund, el cual es una empresa de capital de riesgo, operada por Peter Thiel, el presidente de Palantir. A diciembre de 2014, Thiel era el accionista más grande de Palantir.
La compañía estaba valorada en quince mil millones de dólares en noviembre de 2014. En junio de 2015, Buzzfeed informó que la compañía estaba levantando hasta quinientos millones de dólares en nuevos capitales con  una tasación de veinte mil millones de dólares. En diciembre de 2015,  levantó ochocientos ochenta millones de dólares adicionales, mientras la compañía era todavía valorada en veinte mil millones de dólares. En febrero de 2016, Palantir compró Kimono Labs, una startup que hace fácil recoger información de sitios web públicos.

### 2020: Salida a bolsa
La gerencia presentó una solicitud preliminar de cotización bursátil ante la Comisión de Bolsa y Valores de EE. UU. (SEC), según anunció la empresa el 6 de julio de 2020. A mediados de junio de 2020, hubo informes sobre un posible debut en la bolsa, algo a lo que la gerencia se había resistido durante mucho tiempo.
Palantir se lanzó a la bolsa a través de una colocación directa (DPO) el 30 de septiembre de 2020 en la Bolsa de Valores de Nueva York (NYSE). En este procedimiento inusual, no se necesitaron líderes de consorcio, ya que las acciones pudieron registrarse directamente en la bolsa sin el habitual proceso de fijación de precios. Palantir cerró el año 2019 con una pérdida de aproximadamente quinientos noventa millones de dólares, después de un déficit de casi seiscientos millones de dólares en 2018. En ese año, el ingreso fue de apenas más de setecientos cuarenta millones de dólares. En la primera mitad del año 2020, el aumento de ingresos de la empresa fue del 49 % en comparación con el año anterior, con una plantilla actual de dos mil quinientos empleados en todo el mundo y un salario promedio de ciento veinticinco mil dólares.

## Productos

### Palantir Gotham
Palantir Gotham (anteriormente conocido como Palantir Government) integra datos estructurados y desestructurados, proporciona capacidades de búsqueda y descubrimiento, administración de conocimiento y colaboración segura. La plataforma Palantir incluye protecciones de la intimidad y libertades civiles mandatadas por requisitos legales como aquellas en la Ley de Implementación de la Comisión 9/11 de 2004. Los controles de intimidad de Palantir supuestamente mantienen las investigaciones centradas, en oposición a las técnicas de minería de datos expansivas han suscitado críticas de defensores de la intimidad preocupados por la protección de las libertades civiles. Palantir mantiene etiquetas de seguridad a un nivel granular.
Palantir anteriormente operaba el sitio AnalyzeThe.US, el cual permitía a potenciales clientes de Palantir y afiliados a utilizar Palantir Gotham para hacer análisis en datos públicamente disponibles de data.gov, usaspending.gov, la base de datos de Secretos Abiertos del Centro para Política Responsiva, y datos de Salud Comunitaria de hhs.gov.

### Palantir Metropolis
Palantir Metropolis (anteriormente conocido como Palantir Finance) es software para integración de datos, administración de información y analítica cuantitativa. El software se conecta a conjuntos de datos comerciales, propietarios y públicas y descubre tendencias, relaciones y anomalías, incluyendo análisis predictivo.

### Otros
La compañía ha estado involucrada en varios productos para negocios y para consumidores, diseñando en parte de ellos. Por ejemplo, en 2014, ellos mostraron Insightics, el cual según el Wall Street Journal «extrae información de gastos y demográfica de clientes desde los registros de tarjetas de crédito de los negocios». Fue creada en tándem con la compañía de procesamiento de crédito First Data».

## Clientes

### Uso por civiles
Palantir Metropolis es utilizada por fondos de cobertura, bancos, y empresas de servicios financieros.
El socio de Palantir, Monitor de Guerra de Información utilizó software Palantir para destapar tanto el Ghostnet como la Shadow Network.

### Entidades civiles de EE.UU.
El software de Palantir es utilizado por la Junta de Imputabilidad Transparencia de Recuperación para detectar e investigar fraude y abuso en la Ley de Reinversión y Recuperación de Estados Unidos de 2009. Específicamente, el Centro de Operaciones de Recuperación (ROC) utilizó Palantir para integrar los datos transaccionales con fuentes de datos privadas y de fuente abierta que describen las entidades que reciben fondos de estímulo. Otros clientes al 2013 incluían el Proyecto Polaris, los Centros para Control de Enfermedad y Prevención y el Centro Nacional de Niños Desaparecidos y Explotados.

### Ejército de EE.UU., inteligencia y policía
Palantir Gotham es utilizado por analistas de contra-terrorismo en oficinas en la Comunidad de Inteligencia de los Estados Unidos y Departamento de Defensa de Estados Unidos, por investigadores de fraude en la Junta de Imputabilidad y Transparencia de Recuperación, y ciber analistas en la Información Warfare Monitor (responsable de la investigación de GhostNet y de la Red de la Sombra).
Otros clientes al  2013 incluían DHS, NSA, FBI, CDC, el Cuerpo de Infantería de Marina, la Fuerza Aérea, el Mando de Operaciones Especiales, la Academia West Point, la organización conjunta de derrota del IED y Aliados. Aun así, en ese tiempo el Ejército de los Estados Unidos continuaba utilizando su herramienta de análisis de datos propia. También, según TechCrunch:

Las agencias de espías de los EE. UU. también emplearon Palantir para conectar bases de datos a través de departamentos. Antes de que esto, la mayoría de las bases de datos utilizadas por la CIA y FBI eran silos, forzando a los usuarios a buscar cada base de datos individualmente. Ahora todo está enlazado utilizando Palantir.

La inteligencia militar de EE. UU. utilizó el producto Palantir para mejorar su capacidad de predecir las ubicaciones de dispositivos explosivos improvisados en su guerra en Afganistán. Un número pequeño de practicantes informó que era más útil que el programa del Ejército de EE. UU. de récord, el Sistema de Tierra Común Distribuido (DCGS-Un). El Congresista de California Duncan D. Hunter se quejó de los obstáculos del Departamento de Defensa de E.UU. a su uso más amplio en 2012.
También se ha informado que Palantir está trabajando con varios departamentos policiales de EE. UU., por ejemplo aceptando un contrato en 2013 para ayudar al Centro de Inteligencia Regional de California Del norte a construir una polémica base de datos de matrículas de autos para California.
El Chief Technology Officer de Palantir, Shyam Sankar, fue nombrado coronel del ejército de los Estados Unidos en 2025 para trabajar a tiempo parcial para dicha institución.

## Evento Palantir Night Live
Palantir es anfitrión de la noche Palantir en vivo, en las oficinas de Palantir en McLean y Palo Alto. El evento trae exponentes de la comunidad de inteligencia y tecnología espacial para hablar temas de interés común. Los expositores pasados incluyen a Garry Kasparov; Nart Villeneuve del Monitor de Guerra de Información; Andrew McAfee, autor de Empresa 2.0; Nelson Dellis, atleta de la memoria; y Michael Chertoff.

## Controversias

### Propuestas a WikiLeaks (2010)
En 2010 Hunton & Williams LLP presuntamente le solicitaron a Berico Tecnologías, Palantir, y HBGary Federal que redactaran un plan de respuesta a «la amenaza WikiLeaks». A inicios de 2011 Anonymous públicamente liberó documentos internos de  HBGary, incluyendo el plan. Este plan proponía que software de Palantir podría «servir como la base para toda la recolección de datos, integración, análisis y esfuerzos de producción».  El plan también incluía presentaciones de diapositivas, supuestamente hechas por el CEO de HBGary Aaron Barr, quien sugería «[esparcir] desinformación» e «interrumpir» el apoyo de Glenn Greenwald a WikiLeaks.
El CEO de Palantir Karp terminó todos los lazos con HBGary y emitió una declaración disculpándose con «organizaciones progresivas… y Greenwald … por cualquier implicación que podemos haber tenido en estos asuntos». Palantir puso a un empleado en licencia mientras se llevaba a cabo una revisión por un estudio de abogados externo. El empleado, Matthew Steckman, fue más tarde reinstalado.